# Ahrensfelder Berge
Die  Ahrensfelder Bergeⓘ sind die höchsten Erhebungen im nordöstlichen Berliner Bezirk Marzahn-Hellersdorf. Sie sind nach dem Ort Ahrensfelde im Barnim benannt, der sich nördlich der Berge befindet. Die Ahrensfelder Berge sind 114,5 und 101 m ü. NHN hoch. Weitere Erhebungen in Marzahn-Hellersdorf sind der Kienberg mit 102 Metern und die Biesdorfer Höhe mit 82 Metern.

## Lage
Die Ahrensfelder Berge liegen an der Grenze von Berlin zum brandenburgischen Landkreis Barnim am Wuhletal. Das Wuhletal zieht sich in Berlin von der Nordostgrenze zu Brandenburg über Hellersdorf bis zum Bezirk Treptow-Köpenick in Nord-Süd-Richtung. Beiderseits der Wuhle befindet sich die Grundmoränenplatte des Barnim, einer in der Weichseleiszeit entstandenen flachwelligen Region.

## Entstehung

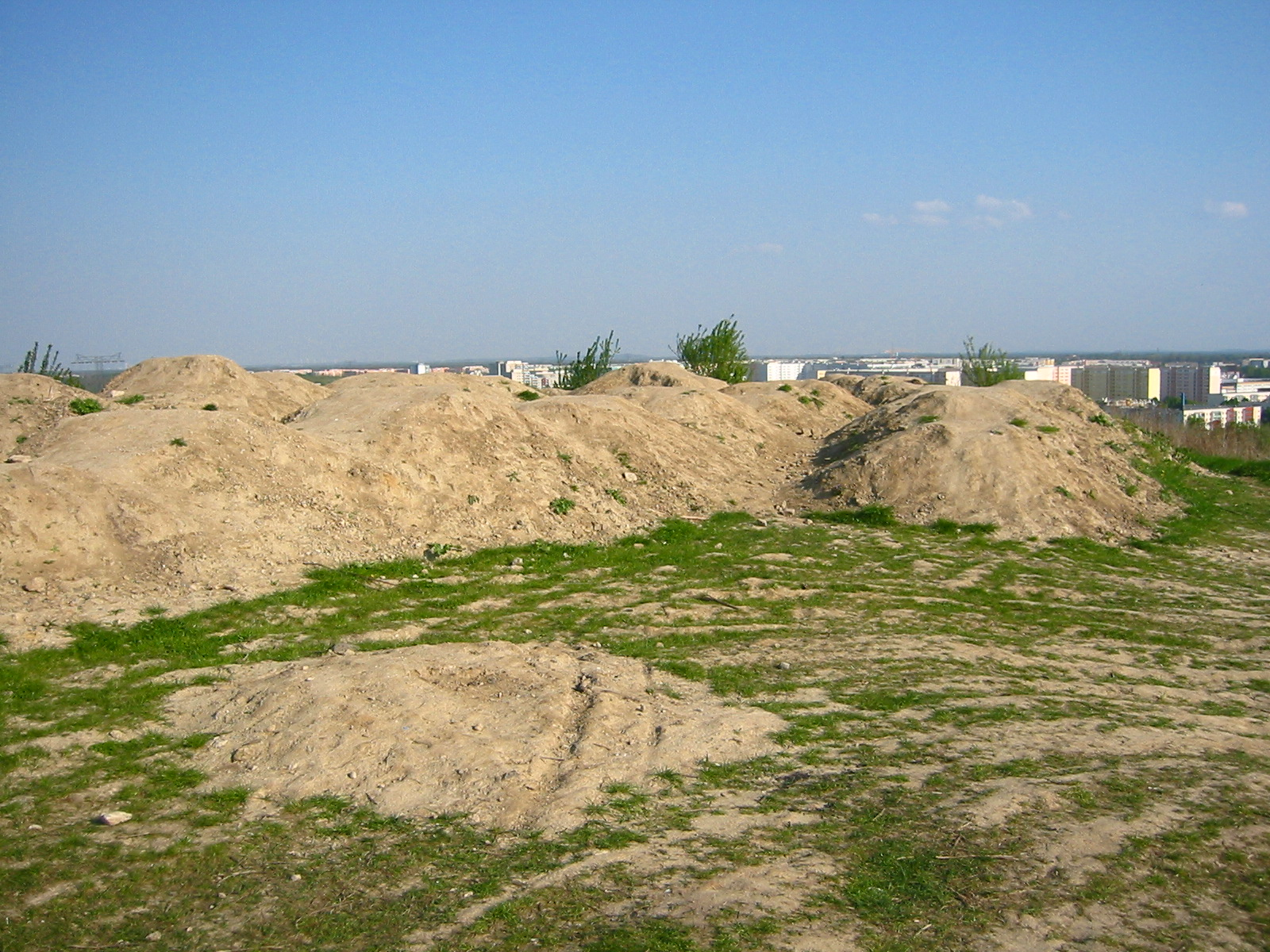
Relativ frische Sandhaufen auf dem Gipfel des kleinen Berges

Die Ahrensfelder Berge entstandenen in der letzten Eiszeit als Oser; das sind schmale dammartig aufgetürmte Wälle aus Lockermaterial. Die Höhe dieses Oser betrug 66,9 Meter (westlicher Gipfel).
Von 1981 bis 1991 wurden die Ahrensfelder Berge als Bauschuttkippe genutzt. Der bei der Errichtung der Neubaugebiete Marzahn, Hellersdorf und Hohenschönhausen anfallende Bauschutt wurde zusammen mit dem anfallenden Erdaushub lagenweise aufgeschüttet und verdichtet. Durch diese Aufschüttungen wuchs der westliche Hügel auf rund 112 Meter. In der politischen Wendezeit und der unmittelbaren Zeit danach nutzten Teile der in der DDR stationierten Truppen der Roten Armee sowie die Anwohner der angrenzenden Neubaugebiete die Bauschuttkippe zur Müllentsorgung. Punktuell kam es dadurch zu Bodenbelastungen durch Schwermetalle. Nach der Schließung der Bauschuttdeponie im Jahr 1991 begann die Umgestaltung zu einem Landschaftspark.
Im Jahr 2008 wurde der damals rund 112 Meter hohe Westgipfel um etwa 3,5 Meter aufgeschüttet und eine Aussichtsplattform entstand. Damit wären die Ahrensfelder Berge höher gewesen als der ebenfalls künstliche Teufelsberg und der Gipfel der Müggelberge. Genaue Messungen ergaben allerdings, dass die Ahrensfelder Berge mit 114,5 m die vierthöchste Erhebung Berlins sind.

## Umgebung
Das Wuhletal ist ein gut entwickelter Grünzug, der als Landschaftspark zur Erholung genutzt wird. Dabei sind die Ahrensfelder Berge zu Aussichtspunkten geworden, die sowohl den Blick Richtung Innenstadt, als auch Richtung Brandenburg freigeben. Sie bilden einen starken Kontrast zu den im Westen liegenden Hochhaussiedlungen. Mit dem Wuhletal-Wanderweg ist das Gebiet der Ahrensfelder Berge mit anderen Teilen des Wuhletals verbunden. In Brandenburg schließt sich der Regionalpark „Barnimer Feldmark“ an.

## Verkehrsanbindung

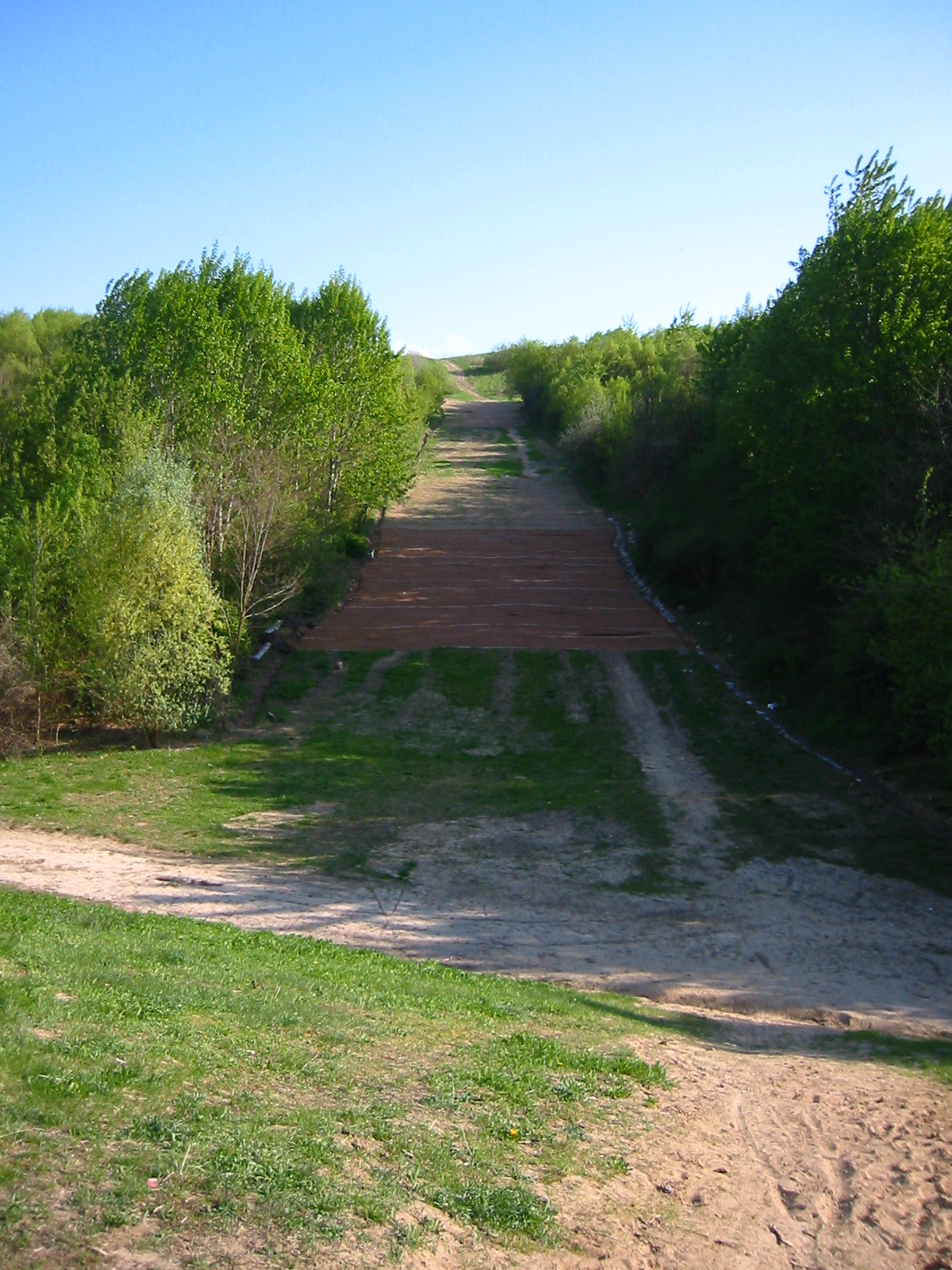
Rodelbahn am Nordwesthang des großen Berges

Die Ahrensfelder Berge sind leicht von anderen Teilen Berlins aus zu erreichen, die Landsberger Allee grenzt im Süden an das Naherholungsgebiet, auch mit öffentlichen Verkehrsmitteln sind die Ahrensfelder Berge gut aus verschiedenen Richtungen erreichbar.